# 石崎傳藏
石崎傳蔵（日语：／ Denzō Ishizaki1886年/1884年10月2日—1999年4月29日），超級人瑞，曾是日本史上最年長男性，生於日本茨城縣久慈郡金砂郷町。
舊制，茨城縣立太田中學校（現茨城縣立太田第一高等學校畢業後），他成為一名教師，之後擔任茨城縣高等小学校校長。
1999年4月29日，石崎傳蔵因器官衰竭去世，享壽112歲209天，田邊定義成為日本最年長男性（他断言他享壽114歲, 因为家庭登记被推迟了两年。）。
最初，泉重千代被認定為日本最年長男性紀錄的保持者；但由於泉重千代的出生時間存在爭議而被除名，石崎傳藏便成為了當時日本最年長紀錄的保持者的其中一個。